# Tabanci
Tabanci (cyr. Табанци) – wieś w Bośni i Hercegowinie, w Republice Serbskiej, w mieście Zvornik. W 2013 roku liczyła 848 mieszkańców.